# Municipio de Bélene
El municipio de Bélene (búlgaro: Община Белене) es un municipio búlgaro perteneciente a la provincia de Pleven.
En 2011 tenía 10 318 habitantes, el 71,69% búlgaros y el 2,83% turcos. El 24,06% de la población municipal no declaró su origen étnico en el censo; esto puede deberse a la presencia de rumanos al hallarse el municipio junto a la frontera con Rumania. Cuatro quintas partes de la población viven en la capital municipal Bélene.
Se ubica junto a la frontera con Rumania marcada por el Danubio, en la esquina nororiental de la provincia.

## Localidades
| Localidad     | Cirílico     | Población (diciembre de 2009) |
| ------------- | ------------ | ----------------------------- |
| Bélene        | Белене       | 8905                          |
| Byala Vodá    | Бяла вода    | 359                           |
| Dekov         | Деков        | 545                           |
| Kúlina Vodá   | Кулина вода  | 239                           |
| Petokládentsi | Петокладенци | 455                           |
| Tatari        | Татари       | 405                           |
| Total         |              | 10 908                        |